# Università dell'Australia Occidentale
L’Università dell'Australia Occidentale (UWA) è una delle principali università statali australiane. Fondata nel 1911, ha sede a Perth.
La compongono nove facoltà:
- Architettura, Composizione Paesaggistica e Arti Visive
- Scienze Sociali e Umanistiche
- Economia e commercio
- Scienze dell'Educazione
- Ingegneria, Informatica e Matematica
- Legge
- Fisica
- Medicina, Odontoiatria e Scienze sanitarie
- Scienze Naturali e Agraria